# Brian Taylor (basket-ball)
Pour les articles homonymes, voir Brian Taylor et Taylor.
Brian Taylor, né le 9 juin 1951 à Perth Amboy, dans le New Jersey, est un ancien joueur américain de basket-ball. Il évolue au poste d'arrière.

## Palmarès
- Champion ABA 1974 et 1976
- 2 fois All-Star ABA (1975, 1976)
- Rookie de l'année ABA 1973
- Nommé dans la ABA All-Rookie Team 1973
- Nommé dans la All-ABA Team 1975
- Nommé dans la ABA All-Defensive First Team 1975 et 1976
- Nommé dans la NBA All-Defensive Second Team 1977